# Asco (Korsika)
Asco (korsisch Ascu) ist eine Gemeinde auf Korsika in Frankreich. Die 116 Dorfbewohner (Stand: 1. Januar 2022) nennen sich Ascais oder Aschesi.

## Geografie
Asco grenzt im Norden an Olmi-Cappella, im Nordosten an Vallica, im Osten an Moltifao, im Südosten an Castiglione, im Süden an Albertacce, Lozzi und Corscia, im Südwesten an Manso und im Nordwesten an Calenzana.
Im Südwesten der Gemeindegemarkung und an der Nordwestflanke des Monte Cinto entspringt der Quellbach des gleichnamigen Flusses. Dieser passiert den Weiler Haut-Asco, eine ehemalige Skistation. Ab der Hauptsiedlung heißt das Gewässer „Asco“ und passiert danach die Gorges de-l'Asco, eine zerklüftete Granitschlucht. Im Flusstal verläuft auch die Départementsstraße D147.

## Bevölkerungsentwicklung
| Jahr                       | 1962 | 1968 | 1975 | 1982 | 1990 | 1999 | 2009 | 2016 |
| Einwohner                  | 215  | 205  | 171  | 116  | 96   | 134  | 126  | 122  |
| Quellen: Cassini und INSEE |      |      |      |      |      |      |      |      |

## Sehenswürdigkeiten

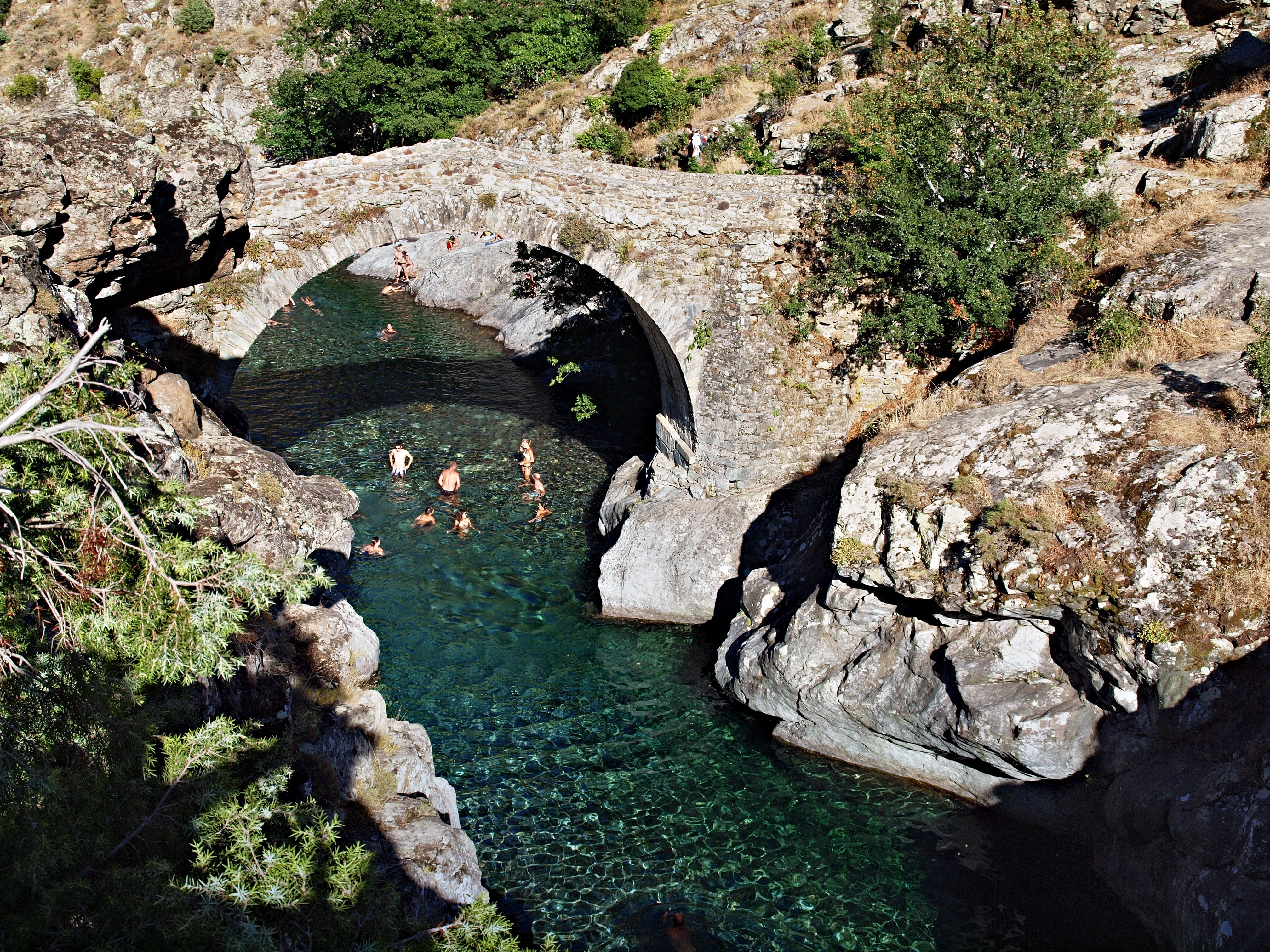
Brücke über den Asco

- Genueserbrücke über den Asco
- Kirche Saint-Michel-Archange

## Meteorit
1805 fiel in der Nähe von Asco ein 41 oder 42 Gramm schwerer Steinmeteorit und wurde als Typ H6 klassifiziert. Die Fundumstände sind ungeklärt, zumal die gebirgige Landschaft einen Fund erschwert.